# Saison 2 de 90210 Beverly Hills : Nouvelle Génération
Chronologie
Saison 1 Saison 3
Cet article présente le guide des épisodes de la deuxième saison de la série télévisée américaine 90210 Beverly Hills : Nouvelle Génération (90210). Cette deuxième saison est composée de 22 épisodes.

## Synopsis
Le père, Harry Wilson, est un ancien habitant de Beverly Hills qui a déménagé dans le passé à Wichita. Il est forcé de revenir à Beverly Hills lorsque sa mère, une ancienne star du cinéma des années 1970, pète les plombs à cause de son alcoolisme. Avec lui, sa femme Debbie, ancienne médaillée olympique, sa fille biologique Annie et son fils adoptif, Dixon vont découvrir leurs nouvelle vie à Beverly Hills, totalement différente du Kansas.

## Distribution
Note : les personnages présents dans la première série, Beverly Hills 90210, sont indiqués en gras.

### Principaux et récurrents
| Principaux - Shenae Grimes (VF : Laëtitia Godès) : Annie Wilson - Tristan Wilds (VF : Donald Reignoux) : Dixon Wilson - AnnaLynne McCord (VF : Aurélie Nollet) : Naomi Clark - Jessica Stroup (VF : Noémie Orphelin) : Erin Silver - Michael Steger (VF : Jonathan Amram) : Navid Shirazi - Jessica Lowndes (VF : Pamela Ravassard) : Adrianna Tate-Duncan - Matt Lanter (VF : Alexis Tomassian) : Liam Court - Rob Estes (VF : Maurice Decoster) : Harry Wilson - Ryan Eggold (VF : Mathias Casartelli) : Ryan Matthews - Lori Loughlin (VF : Emmanuelle Bondeville) : Debbie Wilson | Récurrents - Jennie Garth (VF : Barbara Tissier) : Kelly Taylor - Ann Gillespie (VF : Christine Delaroche) : Jackie Taylor - April Parker-Jones (VF : Annie Milon) : Dana Bowen - Blake Hood (en) (VF : Charles Pestel) : Mark Driscoll - John Schneider (VF : Patrick Béthune) : Jeffrey Sarkossian - Rumer Glenn Willis (VF : Ariane Aggiage) : Gia Mannetti - Travis Van Winkle (VF : Stanislas Crevillen) : Jamie - Jonathon Trent (VF : Pascal Grull) : Richard Carter - Greg Vaughan (VF : Antoine Nouel) : Kai - Mandy Musgrave (VF : Nathalie Kanoui) : Alexa - Scott Patterson (VF : Patrick Laplace) : Finn Court - Ryan O'Neal (VF : Hervé Jolly) : Spence Montgomery - Kelly Lynch (VF : Marjorie Frantz) : Laurel Cooper - Mekia Cox (VF : Célia Charpentier) : Sasha - Amber Wallace (VF : Charlyne Pestel) : Lila - Hal Ozsan (VF : Anatole de Bodinat) : Miles Cannon / Douglas Atherton - Diego Boneta (VF : Nathanel Alimi) : Javier Luna - Sarah Danielle Madison (VF : Élisabeth Fargeot) : Colleen Sarkossian - Zachary Ray Sherman (VF : Geoffrey Vigier) : Jasper Herman - Maeve Quinlan (VF : Céline Duhamel) : Constance Tate-Duncan - Fabiana Udenio (VF : Valérie de Vulpian) : Atoosa Shirazi - Shaun Duke (VF : Olivier Rodier) : Omar Shirazi - Sara Foster (VF : Dorothée Pousséo) : Jennifer "Jen" Clark |

### Acteurs invités
- Elisabeth Röhm : Bitsy Epstein (épisode 1)
- Steven Brand : Jason Epstein (épisode 1)
- Pharrell Williams : lui-même (épisode 8)
- William Abadie : Olivier Le Sage (épisode 20)
- Martin Spanjers : Stanley (épisode 21)

## Liste des épisodes

### Épisode 1:On n'oublie jamais rien
- États-Unis : 8 septembre 2009 sur The CW
- France : 5 janvier 2011 sur M6[1],[2]
- Belgique : sur RTL-TVI
- Suisse : 28 janvier 2011 sur TSR2
- Québec : 29 août 2011 sur VRAK.TV

### Épisode 2:La Vengeance d'une blonde
- États-Unis : 15 septembre 2009 sur The CW
- France : 5 janvier 2011 sur M6[2]
- Belgique : sur RTL-TVI
- Suisse : 31 janvier 2011 sur TSR2
- Québec : 5 septembre 2011 sur VRAK.TV

### Épisode 3:Les Flirts et les Embrouilles d'abord
- États-Unis : 22 septembre 2009 sur The CW
- France : 5 janvier 2011 sur M6[2]
- Belgique : sur RTL-TVI
- Suisse : 1er février 2011 sur TSR2
- Québec : 12 septembre 2011 sur VRAK.TV

### Épisode 4:Ce qui doit arriver…
- États-Unis : 29 septembre 2009 sur The CW
- France : 5 janvier 2011 sur M6[2]
- Belgique : sur RTL-TVI
- Suisse : 2 février 2011 sur TSR2
- Québec : 19 septembre 2011 sur VRAK.TV

### Épisode 5:L'Écologie selon Naomi
- États-Unis : 6 octobre 2009 sur The CW
- France : 5 janvier 2011 sur M6[2]
- Belgique : sur RTL-TVI
- Suisse : 3 février 2011  sur TSR2
- Québec : 26 septembre 2011 sur VRAK.TV

Naomi est déprimée d'avoir été rejetée de la fac où elle souhaitait aller tandis que Dixon, lui, tente de récupérer Sasha. De son côté, Annie sort avec Jasper par culpabilité et va commencer à éprouver de l'affection pour lui.

### Épisode 6:La Confusion des sentiments
- États-Unis : 13 octobre 2009 sur The CW
- France : 12 janvier 2011 sur M6[2]
- Suisse : 4 février 2011  sur TSR2
- Québec : 3 octobre 2011 sur VRAK.TV

### Épisode 7:Le Creux de la vague
- États-Unis : 20 octobre 2009 sur The CW
- France : 12 janvier 2011 sur M6[2]
- Suisse :  sur TSR2
- Québec : 10 octobre 2011 sur VRAK.TV

### Épisode 8:Elle court, elle court… la rumeur
- États-Unis : 3 novembre 2009 sur The CW
- France : 12 janvier 2011 sur M6[2]
- Suisse :  sur TSR1
- Québec : 17 octobre 2011 sur VRAK.TV

### Épisode 9:Première Fois
- États-Unis : 10 novembre 2009 sur The CW
- France : 12 janvier 2011 sur M6[2]
- Suisse :  sur TSR1
- Québec : 24 octobre 2011 sur VRAK.TV

### Épisode 10:Le Gendre idéal
- États-Unis : 17 novembre 2009 sur The CW
- France : 12 janvier 2011 sur M6[2]
- Suisse :  sur TSR1
- Québec : 31 octobre 2011 sur VRAK.TV

### Épisode 11:Guet-Apens
- États-Unis : 1er décembre 2009 sur The CW
- France : 19 janvier 2011 sur M6[3]
- Suisse :  sur TSR1
- Québec : 7 novembre 2011 sur VRAK.TV

### Épisode 12:Nuit blanche
- États-Unis : 8 décembre 2009 sur The CW
- France : 19 janvier 2011 sur M6[3]
- Suisse :  sur TSR1
- Québec : 14 novembre 2011 sur VRAK.TV

### Épisode 13:Les Âmes sœurs
- États-Unis : 9 mars 2010 sur The CW
- France : 19 janvier 2011 sur M6[3]
- Suisse :  sur TSR1
- Québec : 21 novembre 2011 sur VRAK.TV

### Épisode 14:Duel au soleil
- États-Unis : 16 mars 2010 sur The CW
- France : 26 janvier 2011 sur M6[3]
- Suisse :  sur TSR1
- Québec : 28 novembre 2011 sur VRAK.TV

### Épisode 15:L'espionne qui m'aimait
- États-Unis : 23 mars 2010 sur The CW
- France : 26 janvier 2011 sur M6[3]
- Suisse :  sur TSR1
- Québec : 5 décembre 2011 sur VRAK.TV

### Épisode 16:Le Droit à l’erreur
- États-Unis : 30 mars 2010 sur The CW
- France :  26 janvier 2011 sur M6[3]
- Suisse :  sur TSR1
- Québec : 12 décembre 2011 sur VRAK.TV

### Épisode 17:Émois, Émois, et moi!
- États-Unis : 6 avril 2010 sur The CW
- France :  2 février 2011 sur M6[3]
- Suisse :  sur TSR1
- Québec : 19 décembre 2011 sur VRAK.TV

### Épisode 18:Ruptures
- États-Unis : 13 avril 2010 sur The CW
- France :  2 février 2011 sur M6[3]
- Suisse :  sur TSR1
- Québec : 9 janvier 2012 sur VRAK.TV

### Épisode 19:Retour de karma
- États-Unis : 27 avril 2010 sur The CW
- France :  9 février 2011 sur M6
- Suisse :  sur TSR1
- Québec : 16 janvier 2012 sur VRAK.TV

### Épisode 20:Pères et Impairs
- États-Unis : 4 mai 2010 sur The CW
- France :  9 février 2011 sur M6
- Suisse :  sur TSR1
- Québec : 23 janvier 2012 sur VRAK.TV

### Épisode 21:Rythme et Blues
- États-Unis : 11 mai 2010 sur The CW
- France : 16 février 2011 sur M6
- Suisse :  sur TSR1
- Québec : 30 janvier 2012 sur VRAK.TV

### Épisode 22:Confessions
- États-Unis : 18 mai 2010 sur The CW
- France : 16 février 2011 sur M6
- Suisse : 18 mars 2011 sur TSR2[4]
- Québec : 6 février 2012 sur VRAK.TV